# Eje procesional del Cusco
El Eje procesional del Cusco o Eje monumental del Cusco es una vía de tránsito conformada por una sucesión de calles que unen los extremos noreste (Plazoleta de San Blas) y suroeste (Plazoleta de la Almudena) del centro histórico del Cusco, Perú. Esta vía se extiende íntegramente dentro de la Zona Monumental del Cusco que en 1972 fue declarada como Monumento Histórico del Perú. Asimismo, en 1983 al ser parte del casco histórico de la ciudad del Cusco, forma parte de la zona central declarada por la UNESCO como Patrimonio Cultural de la Humanidad. y en el 2014, al formar parte de la red vial del Tawantinsuyo volvió a ser declarada como patrimonio de la humanidad. Precisamente, el eje procesional se superpone sobre lo que fue el principal camino inca que atravesaba la ciudad del Cusco, capital del imperio, y la unía con el Antisuyo y el Contisuyo.
A partir del siglo XVII, el eje adquirió un papel determinante en el desarrollo urbano del Cusco, pues articulaba los barrios y la periferia con el área central. Los principales monumentos civiles y religiosos de la ciudad se concentran a lo largo de su recorrido.

## Calles que la conforman
- Desde la Plazoleta de San Blas

- Cuesta de San Blas
- Hatunrumiyoc
- Triunfo
- Marqués
- Santa Clara
- San Pedro
- Hospital
- Puente Almudena
- Almudena

- Llega a la Plazoleta de la Almudena